# خم بيتش
خم بيتش هي قرية في مقاطعة خوانسار، إيران. عدد سكان هذه القرية هو 1,378 في سنة 2006.